# Vicente Alcalde Butler
Vicente Alcalde Butler (en ruso: Висенте Алкалде Фустер; Bilbao, 1912 - óblast de Leningrado, octubre de 1943) fue un militar hispano-soviético que participó en la guerra civil española y en la Segunda Guerra Mundial.

## Biografía
Alcalde Butler nació en 1912 en Bilbao (según otras fuentes, en 1911 en Madrid). Su padre era Vicente Alcalde Ramos, jefe de la policía local de San Sebastián.
En 1929 se afilió al Partido Comunista de España y en 1932 fue procesado por ser dirigente del partido en Rentería.La familia se trasladó a Madrid donde su abuelo ocupó el cargo de ayudante del director general de Seguridad de la Republica. Se marchó a Elche, donde en febrero de 1936 fue detenido cuando salía de una reunión del PCE en el cine Monumental de Alicante. El 20 de febrero de 1936 el alcalde de Elche, Manuel Rodríguez Martínez, lo nombró jefe de la guardia municipal de la ciudad, quien presenció y probablemente inició incendios en iglesias.
Cuando comenzó la guerra civil española, Alcalde Fuster era presidente de la comisión provincial de movilización civil y organizó milicias de voluntarios que fueron a luchar al frente, donde fue el comandante del 74.º batallón de la 19.ª brigada mixta.También encabezó la comisión provincial de orden público. El 21 de enero de 1938 contrae matrimonio con Dolores Bravo Sánchez en los juzgados de Elche. Al finalizar la guerra civil, fue enviado al exilio en la URSS.
Durante la Segunda Guerra Mundial, junto con otros soldados españoles, se alistó en una compañía encargada de defender Moscú. Más tarde, la unidad fue incluida en la brigada especial, entrenada y luego enviada poco a poco a la retaguardia profunda de la Alemania nazi para llevar a cabo operaciones de sabotaje.En el otoño de 1942, Alcalde Butler estaba detrás de las líneas alemanas como parte de un gran destacamento partisano en dirección a Leningrado. Las operaciones militares del destacamento terminaron en un fracaso y la mayoría de los españoles murieron; Vicente Alcalde Fuster murió cerca de Leningrado en octubre de 1942, cuando comandaba un grupo de 40 partisanos en Luga y el pueblo de Chudova.El grupo fue descubierto, rodeado y sólo sobrevivieron dos personas.